# Tambovskij rajon (Oblast' di Tambov)
Il Tambovskij rajon (in russo Тамбовский район?) è un municipal'nyj rajon dell'Oblast' di Tambov, nella Russia europea; il capoluogo è Tambov. Istituito nel 1928, ricopre una superficie di 2.630 chilometri quadrati e conta una popolazione di circa 105.000 abitanti.